# Seo Myeong-won
Đây là một tên người Triều Tiên, họ là Seo.
Seo Myeong-Won (tiếng Hàn: 서명원; sinh ngày 19 tháng 4 năm 1995) là một cầu thủ bóng đá Hàn Quốc thi đấu ở vị trí tiền đạo cho Ulsan Hyundai.

## Sự nghiệp
Anh ký hợp đồng với Daejeon Citizen năm 2014. Anh ra mắt ở league match trước Suwon FC and his debut goal next match trước Goyang Hi FC.